# Royal Borough of Kensington and Chelsea

## Politik
- WPoB: 1
- Greens: 1
- Labour: 8
- LibDem: 2
- Cons.: 36
- Unabh.: 2

Der Royal Borough of Kensington and Chelsea [ˈkɛnzɪŋtən ən ˈtʃɛlsi] ist ein Stadtbezirk von London und bildet den westlichen Rand der Innenstadt. Bei der Gründung der Verwaltungsregion Greater London im Jahr 1965 entstand er aus dem Metropolitan Borough of Kensington und dem Metropolitan Borough of Chelsea im ehemaligen County of London. Der Zusatz „Royal Borough“ (königliche Gemeinde) wurde verliehen, weil der Stadtteil Kensington einst königlicher Privatbesitz gewesen war.
Kensington and Chelsea ist die am dichtesten besiedelte und eine der flächenmäßig kleinsten Verwaltungseinheiten Großbritanniens. Der Bezirk ist über die Gesellschaft Kensington and Chelsea TMO unter anderem Träger von Sozialwohnungen, wie denen im Grenfell Tower, der im Juni 2017 ausbrannte.

## Stadtteile
- Brompton
- Chelsea
- Earls Court
- Holland Park
- Kensal Town
- Kensington
- Knightsbridge
- Ladbroke Grove
- North Kensington
- Notting Hill
- South Kensington
- West Brompton *
- West Kensington

* - Zu entsprechenden Stadtteilen gibt es noch keine eigenen Artikel, nur Weiterleitungen hierher.

## Bevölkerung
Die Bevölkerung setzte sich 2008 zusammen aus 68,3 % Weißen, 10 % Asiaten, 6,6 % Schwarzen und 15,1 % Sonstigen (Stand: 2011).

## Sehenswürdigkeiten

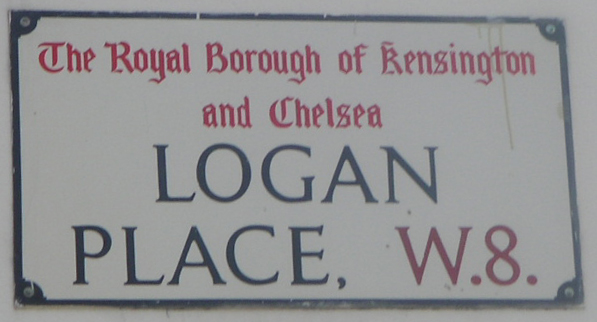
Straßenschild in Kensington

- Avondale Park Pavillon von Mangera Yvars Architects
- Brompton Cemetery
- Brompton Oratory
- Harrods – bekanntes Warenhaus
- Hyde Park – ehemaliges königliches Jagdrevier
- Imperial College – eine der renommiertesten Universitäten der Welt
- Kardinal-Newman-Denkmal
- Kensington Gardens
- Kensington Palace
- das Museumsviertel Albertopolis in South Kensington mit dem Natural History Museum, dem Science Museum und dem Victoria and Albert Museum
- Notting Hill – bekannt für den gleichnamigen Film und den Notting Hill Carnival
- Royal Albert Hall – Konzerthalle
- Royal Hospital Chelsea
- Sloane Street – luxuriöse Einkaufsmeile
- Portobello Road – Antiquitätenmarkt
- Royal College of Music

## Persönlichkeiten
- Joss Ackland (1928–2023), Schauspieler
- Rhianne Barreto (* 1998), Schauspielerin
- Gilbert K. Chesterton (1874–1936), Schriftsteller
- Edward Fox (* 1937), Schauspieler
- Hugh Gaitskell (1906–1963), Politiker
- John Gielgud (1904–2000), Schauspieler
- Noel Harrison (1934–2013), Sänger
- Andrew Lloyd Webber (* 1948), Komponist
- Harold Macmillan (1894–1986), Politiker und britischer Premierminister
- Maria von Teck (1867–1953), britische Königin
- Beatrix Potter (1866–1943), Kinderbuchautorin
- Terence Rattigan (1911–1977), Dramatiker
- P. L. Travers (1899–1996), Schriftstellerin (Stadtteil Chelsea; 1. Wohnsitz in London war Camden – Stadtteil Bloomsbury)
- Victoria (1819–1901), britische Königin
- Virginia Woolf (1882–1941), Schriftstellerin
- Susannah York (1939–2011), Schauspielerin

## Städtepartnerschaften
Es besteht eine Städtepartnerschaft mit Cannes in Frankreich.